# Barranca (distrito de Datem del Marañón)
O Distrito peruano de Barranca é um dos seis distritos que formam a Província de Datem del Marañón, situada no Departamento de Loreto, pertencente a Região Loreto, Peru.

## Transporte
O distrito de Barranca é servido pela seguinte rodovia:
- LO-109, que liga o distrito de Nauta à cidade de Manseriche[1][2][3]